# Alden W. Clausen
Alden Winship "Tom" Clausen (Hamilton (Illinois), 17 de febrero de 1923-21 de enero de 2013) fue Presidente del Banco Mundial de 1981 hasta 1986. También fue presidente y CEO del Bank of America en 1970 y nuevamente en 1986.
Clausen nació en el seno de una familia de origen noruego y alemán. Era hijo de Morton Clausen, propietario y editor del Hamilton Press, el diario semanal de la ciudad y de su madre Elsie Emma Kroll. Se graduó en el Carthage College en 1944 y se licenció en derecho en la Universidad of Minnesota Law School en 1949 y asistió al Programa de Administración Avanzada de seis semanas de la Universidad de Harvard en 1966
Clausen quería conseguir un trabajo como abogado pero en su lugar obtuvo un trabajo en el Bank of America de Los Ángeles. Se convirtió en vicepresidente en 1961, vicepresidente ejecutivo en 1968 y presidente y CEO en 1970.
En 1981 Clausen fue nombrado presidente del Banco Mundial. Fue reemplazado por Barber Conable cinco años después. Su mandato como presidente del Banco Mundial vio la ampliación masiva de los préstamos de ajuste estructural que se habían introducido bajo su predecesor Robert McNamara. 
Clausen volvió a Bank of America como jefe y CEO en 1986 pero se retiró de un papel ejecutivo activo en 1990 para ser presidente del comité ejecutivo. Durante su tiempo en el banco, lo ayudó a crecer hasta convertirse en el mayor banco comercial en los Estados Unidos. Clausen también fue miembro del Consejo Asesor de SRI International y formó parte de la junta de gobernadores de  United Way.